# SN 2003fs
SN 2003fs – supernowa odkryta 24 kwietnia 2003 roku w galaktyce A141840+5252. W momencie odkrycia miała maksymalną jasność 23,30m.